# Pivár Ignác
Pivár Ignác  (Csobánka, 1843. április 1. – Budapest, 1905. május 3.) piarista szerzetes, tanár, gyógypedagógus.

## Életútja
1861-ben Vácott lépett be a piarista rendbe, 1866-ban ünnepélyes fogadalmat tett, 1869-ben szentelték pappá. Tanárként működött Magyarország településein, Kecskeméten, Pesten, Vácott, Kolozsvárt. 1892-1895 között a siketek váci, majd a vakok budapesti intézetének (1895-1905) igazgatója. Újító törekvései különösen a vakok gyógyító nevelése terén maradandóak. Elkészítette a Braille-írás-olvasás magyar változatát, sokat tett a vakok zenei oktatása és ipari képzése érdekében. Igazgatói működése idején épült fel a vakok új, modern intézete (Budapest, Ajtósi Dürer sor).

## Munkáiból
- A beszélő siketnémák nyelvtanítása. Vác, 1887
- Cáfolat Taritzky Ferenc siketnéma-tanító és Scherer István siketnéma-tanítógyakornok uraknak: "A siketnémák nyelvoktatása" című "Válasz"-ára; Mayer Ny., Vác, 1887
- Bibliai történetek siketnéma növendékek számára. Vác, 1888
- Kis hangtan, vezérfonálul a siketnémák tanítóinak számára és magánhasználatra. Vác, 1895
- A vakok ügyének fejlődése és mostani állása Magyarországon. Budapest, 1904